# Rede de Estradas Locais de Espanha
A rede de estradas de terceiro nível pertence à Rede Secundária de Estradas de Espanha. Este tipo de estradas podem ser da competência das comunidades autonómicas, das disputações provinciais, de municipios ou de outras autoridades locais. São estradas curtas que ligam localidades próximas, urbanizações serparadas do centro urbano de uma população. A identificação é de amarelo, podem levar a letra ou letras que identificam a comunidade autónoma, a província, o municipio ou a autoridade local a qual pertencem, e um código numérico que podem ser de 2 ou mais dígitos identificando por ordem da estrada que corresponde com o luhar que ocupa no resto da rede principal:   X-??? 